# Feneș, Caraș-Severin
Feneș este un sat în comuna Armeniș din județul Caraș-Severin, Banat, România.

## Legături externe

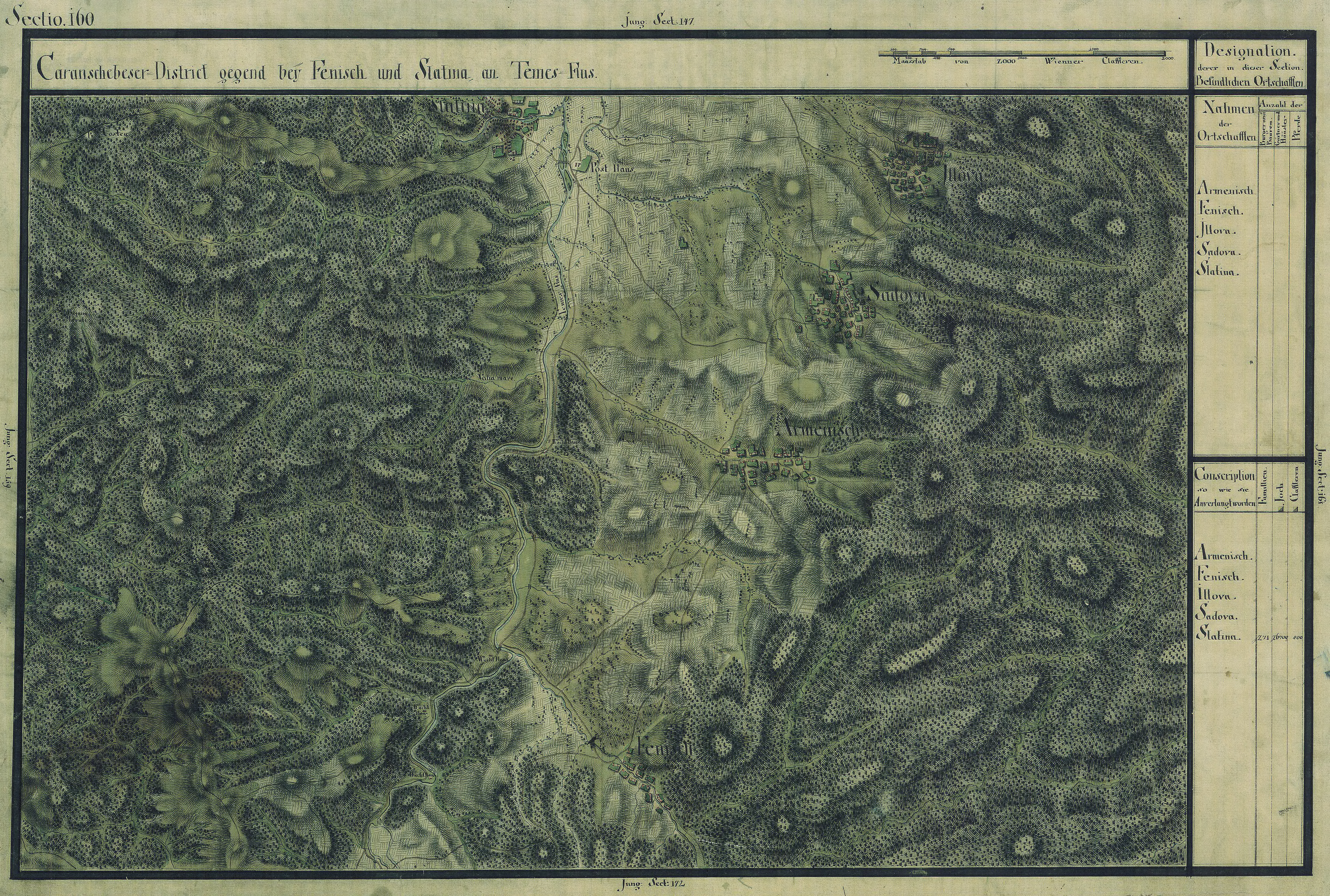
Feneș în Harta Iosefină a Banatului, 1769-72